# 稲田村 (京都府)
稲田村（いなだむら）は、京都府相楽郡にあった村。現在の精華町の中心部にあたる。

## 歴史
- 1889年（明治22年）4月1日 - 町村制の施行により、北稲八間村・南稲八妻村・植田村の区域をもって発足。
- 1931年（昭和6年）10月1日 - 狛田村・祝園村と合併して川西村が発足。同日稲田村廃止。

## 交通

### 鉄道
旧村域を鉄道省（現西日本旅客鉄道）片町線および奈良電気鉄道本線（現近鉄京都線）が通過したが、現在に至るまで駅は設置されていない。
最寄り駅は祝園駅および新祝園駅。

### 道路
現在は旧村域に京奈和自動車道の精華学研インターチェンジが所在するが、当時は未開通。